# 下野敏见
下野敏见（日语：下野敏見, 1929年4月4日—）是一位日本民俗学家。

## 生平
1929年出生于日本鹿儿岛县知覽町，毕业于鹿儿岛大学文理学部社会学科。后担任鹿儿岛大学法文学部教授和鹿儿岛纯心女子大学教授。在日本各地多次进行田野调查，是日本民俗学会的权威人物。